# Скот Смит
Скот Смит (на английски: Scott Smith) е американски сценарист и писател на произведения в жанра трилър и хорър.

## Биография и творчество
Скот Смит е роден на 13 юли 1965 г. в Съмит, Ню Джърси, САЩ, в семейството на Линда и Дъг Смит. Когато е дете семейството се премества в Толидо, Охайо. Завършва Дартмутския колеж и получава магистърска степен по изящни изкуства за творческо писане от Колумбийския университет. След дипломирането си работи като писател на свободна практика.
Първият му роман „Пагубен план“ е издаден през 1993 г. Двама братя и техен приятел се натъкват на катастрофирал самолет, пилотът е мъртъв, а в чантата му има четири милиона долара в брой. В този момент измислят прост план, за да скрият, запазят и споделят богатството на мечтите си, но ситуацията се обърква. Романът става бестселър и през 1998 г. е екранизиран във филма „План без грешка“ с участието на Бил Пакстън, Били Боб Торнтън и Бриджит Фонда. Филмът е номиниран за наградата „Оскар“ за адаптиран сценарий и получава различни други награди.
През 2006 г. е издаден трилърът му „The Ruins“ (Руините). Две млади двойки са на ваканция в Мексико и се сприятеляват с други туристи. Един от новите им приятели е германец, който търси брат си, който е изчезнал в джунглата по време на археологически разкопки, и те решават да се впуснат в джунглата, за да го търсят. Но забавното им пътуване, бавно се превръща в кошмар, когато откриват място на древни руини и нечие ужасяващо присъствие, През 2008 г. книгата е екранизирана в едноименния филм с участието на Джена Малоун, Шон Ашмор и Джонатан Тъкър.
В следващите години работи като сценарист на филмите „Civil“ (Граждански), „Сибир“ и др. Пише и за списанията „New Yorker“ и „Bon Appetit“.
Скот Смит живее със семейството си в Лонг Айлънд.

## Произведения

### Самостоятелни романи
- A Simple Plan (1993)[1][2]
Пагубен план, изд. „Комо“ София (1999), прев. Веселин Лаптев
- The Ruins (2006)

### Разкази
- The Egg Man (2005)
- Up in Old Vermont (2015)
- Dogs (2017)
- Christmas in Barcelona (2018)

### Сборници
- Open City Vol 20 (2005) – с Максин Суон[1]

### Екранизации
- 1998 План без грешка, A Simple Plan
- 2008 Руините, The Ruins
- 2016 Civil – тв филм
- 2018 Сибир, Siberia - с Киану Рийвс
- 2019 The Burnt Orange Heresy
- 2022 The Peripheral – тв сериал, 1 епизод